# الرعاية الصحية في بلجيكا

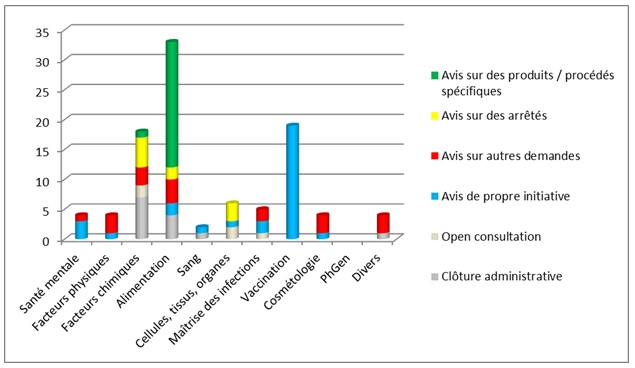
تقييمات 2013 حسب المجالات.

الرعاية الصحية في بلجيكا، تتمثل بثلاثة أجزاء: أولها خدمة رعاية صحية وتأمين اجتماعي ممولان من القطاع العام بإدارة الحكومة الفيدرالية، والتي تنظم الرعاية الصحية، وشؤون الممارسين المستقلين في القطاع العام/الخاص، والمستشفيات الجامعية/شبه الخاصة، ومؤسسات الرعاية (هناك القليل من المشافي الخاصة التي تدار تجاريًا بهدف الربح). ثانيَا، التغطية التأمينية المقدمة للمرضى، وأخيرًا، التغطية الصناعية التي تغطي إنتاج منتجات الرعاية الصحية للبحث والتطوير وتوزيعها، إذ يجري هذا البحث بشكل أساسي في الجامعات والمستشفيات.

## تنظيم الرعاية
تُنظم الرعاية الصحية بشكل عام وفق ثلاث طبقات:
- الرعاية الأولية: وظيفة الرعاية الأولية التي يقدمها الأطباء (الطبيب العام) وخدمات الطوارئ وغرف الطوارئ في المستشفيات. تقدم العيادات الشاملة رعاية أولية غير عاجلة (مثل التشخيص أو متابعة المرضى).
- الرعاية الثانوية: الرعاية الملحة والفورية التي تقدمها المستشفيات للمرضى الذين يحتاجون إلى التدخلات التقنية (الجراحة والتشخيص الفني وما إلى ذلك) والرعاية العلاجية الملحة.
- الرعاية المزمنة أو طويلة الأجل: توفرها عيادات إعادة التأهيل ومقدمي الرعاية المتوفرين في المساكن ودور المسنين وخدمات الرعاية المنزلية.

### الأطباء
يتواصل المرضى مع الطبيب العام عندما يتعلق الأمر بنزلات البرد والإنفلونزا والإصابات والألم.
يعمل الأطباء بشكل عام في عيادات خاصة لحسابهم الخاص. يُصنفون رسميًا كما يلي:
- الطبابة الخاصة:
  - أطباء الطب العام (أطباء الأسرة): يعملون عادةً في عيادتهم الخاصة، رغم ظهور البعض في ممارسات الطبابة الجماعية. يتوزع هؤلاء الأطباء أيضًا في الفروع المحلية التي تنظم خدمات خارج ساعات العمل خلال عطلة نهاية الأسبوع والعطلات الرسمية وفي ساعات المساء وأثناء الإجازات. يمكن للمرضى الاتصال بالطبيب العام المناوب على مدار الساعة طوال أيام الأسبوع والذي يمكنه الوصول إلى سجلاتهم الطبية.
  - الاختصاصيّون: يجمع العديد منهم ممارستهم الخاصة مع العمل في المستشفى أو مع منصب تدريسي أو منصب بحثي مشابه. يدير عدد قليل منهم فقط عيادات خاصة (معظمهم من أطباء العيون أو أطباء الأسنان).
  - الخبراء ومستشارو التقييم: لا يرى هؤلاء الأطباء المرضى بشكل عام، بل يقيّمون حالة المرضى كرأي ثان بناءً على طلب المريض أو يُعيًّنون لتقييم المرضى والعلاجات لأغراض التأمين أو عن طريق التعيين من قبل المحكمة.
- الممارسة السريرية:
  - الاختصاصيّون: يشغل العديد من الاختصاصيين السريريين منصبًا تعليميًا في المستشفيات (أعضاء هيئة تدريس أو مساعدين أو متدربين وممرضين في الوظيفة) أو يجمعون بين منصبهم في المستشفى ومنصب تعليمي في إحدى الجامعات.
  - أطباء البحث: إجراء التجارب السريرية وإجراء البحوث.

يمتلك معظم الأطباء العاملين في المشافي عيادات خاصة. تشمل الاستثناءات جراحي الأعصاب أو أخصائيّي الأشعة لأنهم لا يستطيعون الاستثمار في المعدات عالية التقنية المطلوبة. يُدفع للأطباء عادة على أساس كل عمل طبي من قبل المريض في العيادة أو من قبل المستشفى. يُعيّن بعض الأخصائيين على كشوف رواتب مستشفى أو في مختبرات بحثية أو جامعات. يحصل مستشارو التقييم على أجر ثابت لتقرير التقييم الخاص بهم من قبل الشخص الذي وظفهم.

### خدمات الطوارئ
يمكن للجميع الاتصال بخدمات الطوارئ في حالات الحوادث والطوارئ الطبية. هناك رقمان للاتصال بشبكة خدمات الطوارئ، 100 أو 112. يتيح الرقم 100 الوصول إلى خدمة الإسعاف أو قسم الإطفاء. يشغّل قسم الإطفاء في المدن الكبرى سيارات الإسعاف، ويمكن تخصيص سيارات الإسعاف للمستشفيات أو إدارتها من قبل المنظمات الخاصة في أماكن أخرى. يتيح الرقم 112 الوصول إلى الشرطة وخدمات الإسعاف وقسم الإطفاء. ترسل مراكز الإرسال لخدمات الأرقام 100 و112 سيارة إسعاف متوفرة من أقرب مستشفى أو مركز إسعاف.
المشغل مؤهل لاتخاذ قرار بشأن إرسال سيارات إسعاف عادية أو مركبات الاستجابة للطوارئ الطبية أو فرق التدخل الطبي. يدير الصليب الأحمر عددًا من سيارات الإسعاف، وكذلك الشركات الخاصة التي تدير سيارات الإسعاف لشبكة الطوارئ. يمتلك الصليب الأحمر وعدد من جمعيات «الصليب» الأخرى سيارات إسعاف، ومتطوعين يعملون في مراكز الإسعافات الأولية أثناء المناسبات مثل مباريات كرة القدم أو سباقات الدراجات أو الرياضات أو المناسبات الجماعية الأخرى. لا يشاركون في شبكة خدمات الطوارئ اليومية، لكنهم يرفدون شبكة خدمات الطوارئ كي لا تخصص الكثير من الأصول والموارد خلال تلك الأحداث الجماعية.
يساعد الصليب الأحمر خدمات الطوارئ العادية في حالة وقوع حوادث إصابات جماعية (محتملة)، لتجنب إشغال جميع الموارد الطبية الأخرى في المنطقة من خلال نشر فرق التدخل الأولي، وسيارات الإسعاف ومركبات التدخل وغير ذلك.
يدير سيارة الإسعاف مسعفان، وتنقل سيارة الإسعاف المريض إلى أقرب مستشفى. قد تُرسل مركبات الاستجابة للطوارئ الطبية اعتمادًا على الحالة الطبية، ويديرها شخصان على الأقل، طبيب طوارئ وممرض طوارئ خبير يتمركزان في المستشفى. قد يتوافر أيضًا في بعض الأحيان ممرض أو مسعف إضافي (تحت التدريب) ضمن المركبة. يختار طبيب الطوارئ أقرب مستشفى مناسبة تحتوي على التسهيلات اللازمة بناءً على أعراض المريض وحالته، أو المستشفى التي يخضع فيها المريض للعلاج الفعال.
يتوفر بالإضافة لمركبة الاستجابة للطوارئ الطبية، مروحيتان للاستجابة للطوارئ الطبية في بلجيكا، وتتمركزان في بروج (فلاندر) وبرا سور ليان (والونيا). يمول القطاع الخاص غالبًا هاتين المروحيتين. هناك أيضًا بضع عشرات من فرق التدخل الطبي تحت الخدمة. يمكن أن تتألف من مسعف واحد وممرض طوارئ ومعهم المعدات الإضافية التي بإمكان الممرض استخدامها.
لا يعدّ استدعاء سيارة إسعاف مجانيًا، إذ بلغت الرسوم اعتبارًا من 1 يناير 2019، 60 يورو.

### التمريض
تتوفر مستويات مختلفة من التدريب على التمريض: ممرض أساسي، وقابلة، وممرض ممتهن.
التمريض في المستشفيات: يتنوع عمل التمريض في المستشفيات بين ممرضي الرعاية الأساسية (لا يقومون بأي أعمال طبية)، ومساعدي التمريض، والممرضين الممتهنين، ورئيس ممرضي الجناح، وممرضي الصدمات أو المسعفين، وممرضي الطوارئ أو غرف العمليات، ورئيس الممرضين. تتطلب كل من هذه الوظائف مستوى مختلف من التدريب الرسمي والتدريب أثناء العمل وتراكم الخبرات والمسؤوليات. لا يعمل الممرضون والممرضات فوق طاقتهم لأن ذلك قد يتسبب في وقوع خسائر وفقًا لمبدأ بيتر.
يعمل الممرضون والممرضات في وحدات الرعاية في نظام نوب، نوبتين في اليوم و365 يوم في السنة. تعاني العديد من أجنحة التمريض في المستشفيات العامة حاليًا من نقص مزمن في الموظفين، باستثناء الطوارئ، وغرف العمليات، ووحدات العناية المركزة. تكون بعض أجنحة ما بعد الجراحة مثل وحدات جراحة القلب والصدر والجراحة العصبية التي تدير وحدات مراقبة الرعاية المتوسطة، أقل عرضة لنقص الموظفين بسبب المخاطر التي يتعرض لها المرضى.
التمريض في البحث وبيئة العيادات: يكون للممرضين غالبًا في البيئات البحثية والعيادات أنماط عمل صديقة للأسرة ومحدودة بخمس أيام في الأسبوع وثمان ساعات في اليوم مقارنةً بأقرانهم في وحدات التمريض في المستشفى، ولكن قد لا يحب الجميع العمل في مثل هذه البيئات.
التمريض الإسعافي (الرعاية المنزلية): يحتاج المرضى بعد العوة للمنزل أحيانًا إلى متابعة الرعاية التي تلقوها في المستشفى مثل تضميد الجروح وإعطاء الحقن والاستحمام. تُقدم خدمات التمريض المتنقلة المتخصصة مثل خدمات التمريض المنزلية للمرضى في مرحلة التعافي ولكبار السن الذين يعيشون في المنزل. ترسل هذه الخدمات أيضًا ممرضي رعاية أساسية، ولا يؤدون أعمالًا طبية للمرضى وكبار السن تقتضي المساعدة في نظافتهم اليومية وتغيير الملابس.